# Desa Sumbersono (administrativ by i Indonesien, lat -7,57, long 112,47)
Desa Sumbersono är en administrativ by i Indonesien.   Den ligger i provinsen Jawa Timur, i den västra delen av landet, 600 km öster om huvudstaden Jakarta.